# Ixala klotsi
Ixala klotsi là một loài bướm đêm trong họ Geometridae.

## Hình ảnh

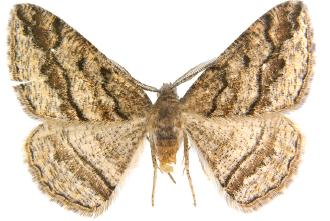